# اليوم العالمي للأرامل
اليوم العالمي للأرامل (بالإنجليزية:International Widows Day) تم توثيقه من قبل الأمم المتحدة وهو يوم عمل لمواجهة «الفقر والظلم الذي يتعرض له الملايين من الأرامل وعائلاتهم في العديد من البلدان». واليوم يقام سنويا في يوم 23 يونيو.